# Sufami Turbo
Sufami Turbo (スーファミターボ?) es un adaptador para cartuchos desarrollado por Bandai para la Super Famicom japonesa en 1996. Contiene 2 ranuras para cartuchos, similar por dimensiones al tamaño de Game Boy, sistema del cual se pueden ejecutar 13 juegos en este accesorio.

## El sistema
Este accesorio se sitúa encima del Super NES, y tiene 2 ranuras. La ranura 1 sirve para funcionar todos los juegos mientras que la ranura 2 sirve para cruzar algunos juegos. A diferencia de Aladdin Deck Enhancer, este accesorio sí fue aprobado por Nintendo bajo la provisión que Bandai fabricó partes del Hardware.
El Sufami Turbo se vendía por separado o como pack con un juego.
De los 13 juegos, 9 se pueden cruzarse (dice 2 SLOTS en la parte inferior derecha de la caja). No todos los juegos se pueden cruzar (si dice 1 SLOT en la caja). Ciertas combinaciones existen, y solo se puede cruzar todos los juegos de la misma serie.
El anuncio decía que iba a publicar Tetris 2 + Bombliss, que no fue publicado para este accesorio pero sí para la consola SNES debido al peso (tamaño) del juego (el máximo de los cartuchos soportado por Sufami Turbo era de aprox. 1 MB).

## Juegos publicados
- SD Ultra Battle: Ultraman Legend
- SD Ultra Battle: Seven Legend
- Poi Poi Ninja
- Gegege No Kitarou
- SD Gundam Generations A
- SD Gundam Generations B
- SD Gundam Generations C
- SD Gundam Generations D
- SD Gundam Generations E
- SD Gundam Generations F
- Gekisō Sentai Carranger
- Bishoujo Senshi Sailor Moon Sailor Stars: Fuwa Fuwa Panic 2
- Crayon Shin Chan

### Juegos cruzables
- SD Ultra Battle: se cruza este juego entre sí mismo o con otro de la misma serie. El primer juego de las Ultraseries está basado en Ultraman, mientras que el segundo se basa en Ultraseven.
- Poi Poi Ninja: se cruza entre sí mismo.
- SD Gundam Generations: se cruza la parte principal con las demás partes, sin importar su orden.

### Juegos que no son cruzables
- Gekisō Sentai Carranger
- Crayon Shin Chan
- Gegege No Kitarou
- Bishoujo Senshi Sailor Moon Sailor Stars: Fuwa Fuwa Panic 2

### Vendidos como pack
- SD Ultra Battle: Ultraman Legend
- Poi Poi Ninja
- Gegege No Kitarou
- SD Gundam Generations (solo la parte A)
- Bishoujo Senshi Sailor Moon Sailor Stars: Fuwa Fuwa Panic 2

### Videojuego cancelado
- Tetris 2 + Bombliss (El juego es demasiado grande para guardar en cartucho de Sufami Turbo, siendo transferida directamente como cartucho de Super NES)